# De Belt (Overijssel)
De Belt (streeknaam: "De Belte" = zandhoogte in het landschap) is een buurtschap in de gemeente Hardenberg in de Nederlandse provincie Overijssel. Het ligt 1 kilometer ten noordwesten van Slagharen aan de N852 in de richting van Hollandscheveld.

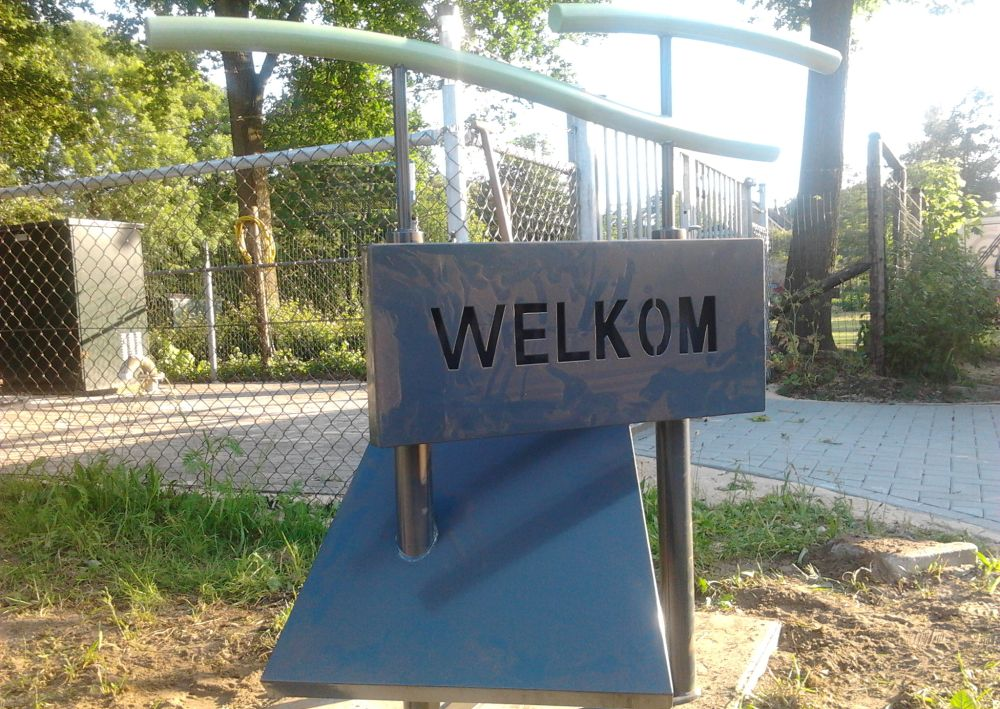
Kunstwerk bij kom De Belt voorstellende: de heuvels "De Belte, De Braamberg" en de oorspronkelijke schuine sloot "Schuinesloot"

De streeknaam van (het overwegend 'Katholieke') 'De Belte' is afkomstig van een zandhoogte in het oorspronkelijke veenlandschap.